# Demetri I d'Imerècia
Demetri I, fill d'Alexandre I d'Imerècia, davant l'atac de Tamerlà es va sotmetre a Geòrgia i va ser nomenat eristhavi d'Imerècia el 1401. En una data entre 1420 i 1430 el país va ser incorporat a Geòrgia. Va morir abans de 1445 (la data exacta no se sap).